# Kabinett Schröder I (Mecklenburg-Schwerin)
Das Kabinett Schröder I bildete vom 8. Juli 1926 bis zum 3. März 1927 die Landesregierung von Mecklenburg-Schwerin.
Der Landtag des Freistaates Mecklenburg-Schwerin wählte am 8. Juli 1926 den Ministerpräsidenten und am gleichen Tag die übrigen Staatsminister. Nach einem Misstrauensantrag trat das Staatsministerium am 3. März 1927 zurück.
| Amt                                                                | Name            | Partei |
| ------------------------------------------------------------------ | --------------- | ------ |
| Ministerpräsident Äußeres Inneres                                  | Paul Schröder   | SPD    |
| Finanzen Landwirtschaft, Domänen und Forsten                       | Julius Asch     | SPD    |
| Justiz Unterricht, Kunst, geistliche- und Medizinalangelegenheiten | Richard Moeller | DDP    |